# Богомолець Ольга Георгіївна
Ольга Георгіївна Тихоцька гербу Наленч (28 червня 1891, Харків — 14 грудня 1956; у шлюбі Богомолець) — російська дитяча лікарка-невропатологиня. Дружина президента Академії Наук УРСР Олександра Олександровича Богомольця.

## Життєпис
Була наймолодшою з 6 дітей харківського домовласника Георгія Сергійовича Тихоцького (1847—1902) і Ніни Олександрівни Тихоцької з дому Беклемішевих (* 1852 — † не раніше 1903).
Її дід по батькові, Сергій Георгійович Тихоцький (1807—1872) — генерал, учасник російсько-турецької війни 1828—1829 та Кримської війни 1853—1856 рр.), директор Полтавського кадетського корпусу. Він був одружений зі Серафимою Рікорд — донькою адмірала Петра Рікорда (1776—1855), російського мореплавця, учасника морських битв і дослідницьких походів, одного з засновників Російського географічного товариства.
Ольга рано осиротіла: коли їй було 11 років, помер батько, а приблизно через рік — мати, залишивши великі борги.
Старша сестра, Софія Георгіївна Тихоцька (1878—1947), на той момент була одружена з Вадимом Богомольцем (1878—1936) — майбутнім військово-морським юристом. Олю прийняли до себе батьки Вадима, які жили тоді в Кишиневі — акцизний наглядач і дійсний статський радник Михайло Михайлович Богомолець та його дружина Юлія Ісаківна.
1908 — Ольга Тихоцька закінчила Одеську жіночу гімназію зі срібною медаллю, отримавши «схвальний атестат про успіхи в науках і поведінці». На той момент на медичному факультеті Новоросійського університету (Одеса) навчався Олександр Богомолець. Із ним Ольга познайомилася ще в Кишиневі, куди Олександр приїздив на канікули до своїх кишинівських родичів, у яких жив його батько, Олександр Богомолець (1850—1935), коли перебував під негласним наглядом поліції.
1909 — Олександр Богомолець-молодший захистив докторську дисертацію, а 1911 року — одружився з 20-річною Ольгою.
1911 — народила сина Олега (1911—1991).
За прикладом чоловіка Ольга вирішила присвятити себе медицині. Вона вступила на Вищі жіночі курси медичного факультету Саратовського університету за спеціальністю «лікар-педіатр». На той момент її чоловік завідував кафедрою загальної патології цього ж університету і водночас був деканом цих курсів. Проте навчання Ольги Тихоцької-Богомолець розтягнулося в часі через громадянську війну. Лише в грудні 1919 вона залишила студентську лаву зі свідоцтвом про закінчення повного курсу медфакультету.
Після того, як 1925 року чоловіка призначили за результатами конкурсу на посаду завідувача кафедри патофізіології медичного факультету 2-го Московського університету, Ольга Георгіївна переїхала до столиці СРСР з ним. У Москві вона довгий час працювала дитячою невропатологинею у різних дитячих лікарнях.
Після смерті чоловіка залишалася жити в Москві, але часто приїздила в Україну на дачу (Старосілля). Звідти вона до Москви вже не повернулася, а залишилася в Києві.
Похована на Байковому цвинтарі.
Правнучка Олександра і Ольги Богомольців — заслужена лікарка України Ольга Богомолець (* 1966) названа на честь своєї прабабці.

## Читайте також
- Богомольці
- Тихоцькі